# Cystodytes lobatus
Cystodytes lobatus is een zakpijpensoort uit de familie van de Polycitoridae. De wetenschappelijke naam van de soort is, als Distoma lobata, voor het eerst geldig gepubliceerd in 1900 door Ritter.